# Stenogrammitis ascensionensis
Stenogrammitis ascensionensis är en stensöteväxtart som först beskrevs av Georg Hans Emmo Wolfgang Hieronymus, och fick sitt nu gällande namn av Paulo Henrique Labiak. Stenogrammitis ascensionensis ingår i släktet Stenogrammitis och familjen Polypodiaceae. Inga underarter finns listade.